# Kathryn Grayson
Kathryn Grayson, née Zelma Kathryn Elisabeth Hedrick, est une chanteuse et actrice américaine, née le 9 février 1922 à Winston-Salem (Caroline du Nord) et morte le 17 février 2010 à Los Angeles (Californie).
Grâce à sa formation de chanteuse classique, elle a été choisie par la Metro-Goldwyn-Mayer pour interpréter les rôles principaux de quelques-unes des plus grandes comédies musicales des années 1940-1950, parmi entre autres les plus populaires : La Parade aux étoiles (Thousands cheer) (1943),  Escale à Hollywood (Anchors Aweigh) (1945) de George Sidney, Show Boat (1951) et Embrasse-moi, chérie (1953).

## Biographie

### 1940
En 1940, un chasseur de talents de la MGM repère Grayson dans un festival d'été de musique. La MGM souhaite trouver une remplaçante à Deanna Durbin, qui a quitté la MGM pour Universal Pictures. Pendant les 18 mois qui suivent, Grayson prend des cours de chant, de théâtre, de diction, de diététique et même de gymnastique. Enfin, en moins d'un an, Grayson peut passer son premier test (screen test). Cependant, les dirigeants du studio n'étant pas satisfaits de sa performance, elle doit suivre plus de six mois de cours supplémentaires jusqu'à pouvoir enfin faire sa première apparition, en 1941, dans le rôle de la secrétaire privée d'Andy Hardy (un personnage de fiction interprété par l'acteur américain Mickey Rooney dans une série de films de la Metro-Goldwyn-Mayer entre 1937 et 1946). Dans ce film, elle participe à trois attrayants numéros musicaux. En 1942, elle joue dans An American Symphony avec Judy Garland, mais en raison de l'état de santé de Garland, celle-ci est remplacée par June Allyson, et le film, rebaptisé Two Sisters from Boston, ne sort qu'en 1946. En 1943, Grayson apparaît dans La Parade aux étoiles (Thousands Cheer, à l’origine intitulé Private Miss Jones), avec Gene Kelly, Mickey Rooney, Eleanor Powell, June Allyson et plusieurs autres artistes ; le film était destiné à stimuler les troupes américaines et leurs familles et Grayson y joue le rôle de la fille charmante et chantante d'un commandant de l'US Navy.

### 1950
Déjà partenaire du ténor Mario Lanza pour un concert au Hollywood Bowl et dans le film Le Baiser de minuit, Grayson lui est de nouveau associée en 1950 dans Le Chant de la Louisiane. Elle y interprète une chanteuse d'opéra, tandis que David Niven y joue son impresario et amoureux. C'est aussi son premier rôle non-chantant chez MGM : Grayson y chante, mais sous la forme d'enregistrements. En duo avec Lanza, elle interprète plusieurs extraits d'opéras et la chanson Be My Love, qui sera nommée aux Oscars.

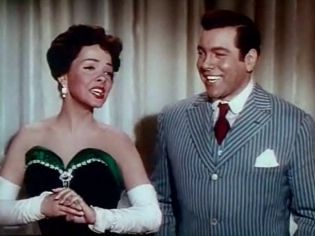
avec Mario Lanza dans Le Chant de la Louisiane

Pour la première du Chant de la Louisiane, elle est invitée à une vente aux enchères des costumes dudit film. 
Après Show Boat, Grayson fait de nouveau équipe avec Howard Keel dans la comédie musicale Les Rois de la couture réalisé en Technicolor en 1952, un remake du film de 1935 Roberta avec Fred Astaire et Ginger Rogers.
Encore sous contrat avec la MGM, elle commence à travailler pour les studios Warner Bros. dès janvier 1953. En mai, elle tourne son dernier film pour la MGM, en partageant l'affiche pour la troisième fois avec Howard Keel : Embrasse-moi, chérie sort en novembre 1953 et est l’un de ses plus grands succès. La production du long-métrage est particulièrement soignée : filmé en 3D, avec des chansons de Cole Porter et des chorégraphies de Hermes Pan sous la direction musicale d’André Previn.

### Warner Bros
En tant qu'actrice prêtée à Warner Bros, sa première sortie musicale est The Desert Song, en mai 1953, aux côtés de l'acteur et chanteur Gordon MacRae. On lui demande de chanter La Bohème au Central City Opera House à Central City (Colorado) à la saison estivale de 1953, mais, engagée pour son prochain film, elle ne peut honorer le contrat. 
Par la suite, elle joue le rôle principal dans
So This Is Love (1953), film biographique de la célèbre chanteuse d'opéra Grace Moore.
Grayson apparaît à la télévision de temps à autre et est invitée dans la série CBS General Electric Theater vers la fin des années 50. Dans les années 1980, Grayson joue le personnage d'Ideal Molloy dans plusieurs épisodes de la série Arabesque.

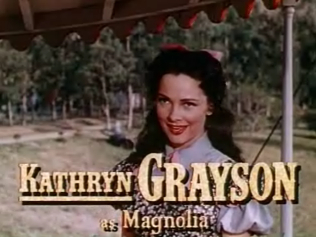
Grayson : Magnolia Hawkes.

### Vie privée
Grayson a été mariée deux fois, d'abord avec l'acteur John Shelton (en), puis avec l'acteur et chanteur Johnnie Johnston (en). 
Grayson épouse John Shelton à Las Vegas le 11 juillet 1941, 18 mois après leur première rencontre, lors d’un casting pour le cinéma. En juillet 1942, Shelton quitte le domicile conjugal de Brentwood (Los Angeles), ceci peu de temps après une première demande en divorce refusée par un juge leur ayant imposé un mois de réconciliation. Une nouvelle demande de divorce, Grayson accusant Shelton de cruauté mentale, aboutit le 17 juin 1946.
Katherine Grayson épouse en secondes noces le chanteur et acteur Johnnie Johnston le 22 août 1947 à Carmel, en Californie. Le 7 octobre 1948 naît le seul enfant du couple, Patricia Kathryn Johnston dite « Patty Kate ». Cette dernière épouse Robert Towers (en) avec qui elle a deux enfants ; l'un de ceux-ci, Jordan Towers, devient à l'âge adulte le chanteur principal du groupe SomeKindaWonderful (en).
Grayson et Johnston se séparent le 15 novembre 1950. Le 3 octobre 1951, Grayson obtient le divorce de Johnston pour cruauté mentale.
Selon sa secrétaire Sally Shermann, Grayson décède chez elle, dans son sommeil, à Los Angeles, dans la nuit du 17 février 2010, à l'âge de 88 ans.

## Filmographie partielle
- 1941 : Andy Hardy's Private Secretary de George B. Seitz
- 1942 : The Vanishing Virginian de Frank Borzage
- 1942 : Rio Rita de S. Sylvan Simon
- 1942 : Sept amoureuses (Seven Sweethearts) de Frank Borzage
- 1943 : La Parade aux étoiles (Thousands cheer) de George Sidney
- 1945 : Escale à Hollywood (Anchors Aweigh) de George Sidney
- 1945 : Ziegfeld Follies de Vincente Minnelli
- 1946 : Du burlesque à l'opéra (Two Sisters from Boston) de Henry Koster
- 1946 : La Pluie qui chante (Till The Clouds Roll By) de Richard Whorf
- 1947 : Tout le monde chante (It Happened in Brooklyn) de Richard Whorf
- 1948 : Le Brigand amoureux (The Kissing Bandit) de László Benedek
- 1949 : Le Baiser de minuit (That Midnight Kiss) de Norman Taurog
- 1950 : Le Chant de la Louisiane (The Toast of New Orleans) de Norman Taurog
- 1951 : J'épouse mon mari (Grounds for Marriage) de Robert Z. Leonard
- 1951 : Show Boat de George Sidney
- 1952 : Les Rois de la couture (Lovely to Look At) de Mervyn LeRoy
- 1953 : Le Nouveau Chant du désert (The Desert Song) de H. Bruce Humberstone
- 1953 : So This Is Love de Gordon Douglas
- 1953 : Embrasse-moi, chérie (Kiss Me, Kate) de George Sidney
- 1956 : Le Roi des vagabonds (The Vagabond King) de Michael Curtiz

## Voix françaises
Certaines voix n'ont pas encore été identifiées.
- Estelle Gérard dans :
  - 1945 : Escale à Hollywood
  - 1946 : La Pluie qui chante

- Joëlle Janin dans :
  - 1951 : Show Boat
  - 1953 : Embrasse-moi, chérie (voix parlée)

- 1956 : Le Roi des vagabonds : Nelly Benedetti